# 永興軍節度使
永興軍節度使，唐朝末年設置的節度使。藩鎮朱溫在今陝西省西安市設置佑國軍節度使，後來多次更名。

## 轄域
永興軍治所在京兆府（今陝西省西安市），下轄京兆府、商州（909年別屬感化軍節度使，948年復屬）及金州（939年別屬懷德軍節度使，944年復屬）。
- 京兆府（923年前稱大安府），首府
  - 轄縣：長安縣（907-923稱大安縣，郭縣）、萬年縣（907-923稱大年縣）、昭應縣、藍田縣、鄠縣、興平縣、咸陽縣、涇陽縣、高陵縣、櫟陽縣、同官縣（909年別屬同州）、奉先縣（909年別屬同州，925年復屬）、渭南縣（956年別屬華州）、雲陽縣（923年別屬耀州）、三原縣（923年別屬耀州）、富平縣（923年別屬耀州）、美原縣（舊屬崇州，923年來屬，925年別屬耀州）、武功縣（舊屬乾州，924年屬之）、醴泉縣（舊屬乾州，924年屬之）、好畤縣（舊屬乾州，928年屬之）、乾祐縣（舊稱乾元縣，屬商州，949年屬之並改名）
- 商州
  - 轄縣：上洛縣（郭縣）、豐陽縣、洛南縣、商洛縣、上津縣、乾元縣（949年別屬京兆府）
- 金州
  - 轄縣：西城縣、洵陽縣、河陽縣、石泉縣、漢陰縣、平利縣

## 年表
唐朝天祐元年（904年），朱全忠任用韓建為佑國軍節度使，駐守長安。
天祐三年（906年），廢鎮國軍節度使，其領州商、金二州來屬。
開平元年（907年），京兆府改為大安府，長安縣為大安縣，萬年縣為大年縣。
開平三年（909年），改佑國軍為永平軍節度使，商州割屬感化軍節度使。大安府轄同官、奉先2縣移屬同州。
後唐同光元年（923年），廢永平軍為西京京兆府，以張筠為西都留守，改大安府為京兆府，大安縣為長安縣，大年縣為萬年縣。崇州美原縣來屬。富平、三原、雲陽3縣割屬耀州。
同光二年（924年），乾州武功、醴泉2縣來屬。
同光三年（925年），美原縣別屬耀州，同州奉先縣來屬。
天成三年（928年），乾州好畤縣來屬。
後晉天福三年（938年），改西京留守為晉昌軍節度使。
天福四年（939年），金州割屬懷德軍節度使，開運元年（944年）廢節度使，金州來屬。
後漢乾祐元年（948年），改晉昌軍為永興軍節度使。
乾祐二年（949年），商州來屬，乾元縣移屬京兆府並改名乾祐縣。
後周顯德三年（956年），渭南縣別屬華州。

## 歷代節度使
- 佑國軍
  - 韓建（904-906）
  - 王重師（906-909）
- 永平軍
  - 劉鄩（909-914）
  - 康懷英（914-918）
  - 張筠（919-923）
- 西都留守
  - 張筠（923-925）
  - 张遵诲（926-927）
  - 張筠（927-928）
  - 索自通（929-930）
  - 王思同（930-931）
  - 李從珂（931-932）
  - 王思同（復任，932-934）
  - 安重霸（934-935）
  - 李敬周（935-938，936年曾调任、复返）
- 晉昌軍
  - 安審琦（938-942）
  - 桑維翰（942-943）
  - 趙瑩（943-944）
  - 安彥威（944-946）
  - 趙在禮（946-947）
  - 張彥超（遼國授，947）
  - 劉銖（後漢授，未至任，947）
  - 趙匡贊（947-948）
- 永興軍
  - 張筠（李守貞授，948）
  - 王守恩（未至任，948）
  - 郭從義（未至任，948）
  - 趙思綰（949）
  - 赵匡赞（949-951）
  - 李洪信（951-953）
  - 袁山义（954）
  - 王仁鎬（954）
  - 劉詞（954-955）
  - 王彥超（956-959）
  - 李洪義（959-961）
  - 王彥超（961-964）
  - 吴廷祚（964-971）
  - 许仲宣（976-977）